# Russula faustiana
Russula faustiana är en svampart som tillhör divisionen basidiesvampar, och som beskrevs av Mauro Sarnari. Russula faustiana ingår i släktet kremlor, och familjen kremlor och riskor. Arten är reproducerande i Sverige.